# Lex est quod populus iubet atque constituit
La frase latina Lex est quod populus iubet atque constituit risale al giurista romano Gaio il quale nelle sue Istituzioni dà la seguente definizione di Lex cui accosta il plebiscitum: 
| G. 1.3: «Lex est quod populus iubet atque constituit; plebiscitum est quod plebs iubet atque constituit» | La Legge è ciò che il popolo comanda e stabilisce. Il plebiscito è ciò che la plebe comanda e stabilisce. |